# 아키카와지리역
아키카와지리역(일본어: 安芸川尻駅)은 일본 히로시마현 구레시에 위치한 서일본 여객철도 구레선의 철도역이다. 상대식 승강장 2면 2선의 구조를 갖춘 지상역이다.

## 타는 곳
| 1 (반대 측) | ■ 구레 선 | 상행 | 다케하라 · 미하라 방면 |
| 2 (역사 측) | ■ 구레 선 | 하행 | 구레 · 히로시마 방면   |

## 이용 현황
| 연도     | 1일 평균 | 연도     | 1일 평균 |
| 2004년도 | 1,268    | 2009년도 | 1,122    |
| 2005년도 | 1,248    | 2010년도 | 1,095    |
| 2006년도 | 1,188    | 2011년도 | 1,063    |
| 2007년도 | 1,173    | 2012년도 | 1,039    |
| 2008년도 | 1,159    | 2013년도 | 1,001    |
| -------- | -------- | -------- | -------- |

## 역 주변
- 국도 제185호선
- 가와지리 항
- 구레 시청 가와지리 지소

## 인접 역
| 서일본 여객철도 구레선 | 서일본 여객철도 구레선 | 서일본 여객철도 구레선            |
| ---------------------- | ---------------------- | --------------------------------- |
| 아토 미하라 방면       | ■ 게이비 선            | 니가타 가이타이치 · 히로시마 방면 |